# بلوتوس (مسرحية)
بلوتوس هي مسرحية للكاتب الإغريقي «أريستوفانيس» قدمت عام 338 ق.م.

## نبذة
و هي آخر مسرحية وصلت لنا من أعمال أريستوفانيس، وثم احتمال كبير في أن يكون نص هذه المسرحية الذي وصل إلينا هو النص الذي أعاد أريستوفانيس كتابته. وتعتبر مسرحية «بلوتوس» «إله الثروة عند الإغريق» نموذجا فريدا من الكوميديا الوسطي، التي لم يصلنا من أعمالها سوى شذرات قليلة. ويبين أريستوفانيس في هذه المسرحية ما يمكن أن يحدث للمجتمع لو عم فيه الثراءو انمحى الفقر.

## الحبكة
نري في بداية المسرحية بطلها خريميلوس «المفتقر إلي الطاحونة» وقد استشاط غضبا، ل، المحتالين في كل مكان قد أصبحوا أثرياء في حين ظل هو فقيرا رغم شرفه وخبقه القويم، لذلك يذهب إلي معبد الإله أبوللو كي يسأله صنيعا وهو أن يجعل ابنه وغدا من الأنذال كي يحظي بالثروة، ولا يغدو فقيرا مثله.
و لكن الإله أبوللو ينصح خريميلوس بأن يتبع أول شخص يقابله عند مغادرته للمعبد، وبأن يقنعه بالدخول إلي منزله. وعند خروجه بائسا من المعبد يقابل شيخا كفيف، فيبتهج ويحاول باللطف تارة وبالتعنيف تارة أخرى اصطحاب الشيخ الضرير إلي منزله، ولكن الشيخ الضرير يضطر في نهاية المطاف إلي الاعتراف بأنه الإله بلوتوس وبأن زيوس قد جعله ضريرا رغبة منه في إيذاء البشر وإبقائهم تحت سيطرته.
و يسعي خريميلوس جاهدا من أجل أن بسترد بلوتوس بصره، كي يتمكن من أن يهب الثروة للشريف وذي الخلق القويم، ويمنعها عن المحتال والوغد الزنيم، وهو الأمر الذي لا يستطيعه بسبب فقدانه للبصر الذي جعله يهب الثروة للأشرار ويمنعها عن الأخيار.
غير أن بلوتوس يخشي إن هو استرد بصره أن يثير غضب زيوس وحفيظته عليه، لكن خريميلوس يقنعه بأنه لو استرد بصره لصار أقوى من زيوس نفسه، فيوافق الشيخ علي مضض علي الذهاب مع البطل إلي معبد أسكليبيوس كي
يشفيه ويرد له بصره. وتتدخل ربة الفقر في الأمر محاولة إفراغ خريميلوس، ومبينة له العواقب الوخيمة التي سوف تترتب علي عودة البصر إلي بلوتوس، كما تشرح له أن الفقر وراء كل جهد بشري علي ظهر الأرض، وأساس لكل فضيلة، وأنها هي «أي ربة الفقر» التي جعلت بلاد اليونان الفقيرة تنعم بما هي فيه من حضارة، غير أن خريميلوس لا ينصاع لتهديداتها، ولا يقتنع بمنطقها.
و يقوم أريستوفانيس بعرض مراسم إعادة البصر إلي بلوتوس في المعبد بطريقة فكاهية مبتكرة، وبعد أن يسترد الإله العجوز بصره يذهب إلي منزل خريميلوس، وما إن يدخله حتي يصبح البطل من الأثرياء.
و بعد ذلك تأتي إلي منزل خريميلوس طائفة من الزوار متمثلة في أحد الشرفاء الذي ظل ردحا طويلا من الزمن فقيرا معدما، ثم أصبح ثريا بعد عودة البصر للإله بلوتوس وتبعا لذلك يرغب هذا الرجل فيأن يمنح للإله عباءته القديمة وحذاءه الممزق، ثم أحد الالوشاة الذي تملكه الغضب لضياع ثروته وإفلاسه بعد أن أصبح لا عمل له، ولا مكان في المجتمع الجديد، وإحدى العجائز التي فقدت حبيبها الذي يتملقها ويتظاهر بحبها من أجل ثروتها، فلما ضاعت هجرها في خسة ونذالة، ثم الإله هرميس رسول الآلهة الذي لم يجد ما يتقوت به في السماء، فجاء ليبحث عن عمل علي الأرض كي يقيم أوده، وأخيرا كاهن الإله زيوس كبير الآلهة وقد أشرف علي الهلاك جوعا فجاء إلي منزل خريميلوس يستغيث ويستجدي.
1. ↑  Andrew Bell, Encyclopædia Britannica (بالإنجليزية البريطانية), Illustrator: Andrew Bell, Encyclopædia Britannica, Inc., OCLC:71783328, QID:Q455
2. ↑  نظرية الدراما الإغريقية ، د/ محمد حمدي إبراهيم ، ص256